# カラカル属
カラカル属（カラカルぞく、Caracal）は、食肉目ネコ科に分類される属。カラカルのみが属すとされていたが、分子系統解析の結果アフリカゴールデンキャットが近縁であることがわかった。カラカルとアフリカゴールデンキャットの2種からなる。

## 分類
いずれの種も原記載ではネコ属Felisとして分類されていた。カラカルをオオヤマネコ属Lynxに含める説もあったが、のちに単型のカラカル属とされるようになった。一方でアフリカゴールデンキャットをアフリカゴールデンキャット属Profelisに分類する説や、アジアゴールデンキャット属Catopumaに含める説もあった。カラカルとアフリカゴールデンキャットが姉妹群であることが分子系統解析により示されており、これらの2種に近縁でともに“Caracal lineage”を形成するサーバルを本属に含める説（Caracal serval）もある。
以下の分類は、Kitchener et al. (2017) に従う。
- Caracal caracal カラカル Caracal
- Caracal aurata アフリカゴールデンキャット African golden cat